# プレイボーイ・モーター・カー
プレイボーイ・モーター・カー・コーポレーション（Playboy Motor Car Corporation ）は1946年から1951年まで活動した米国ニューヨーク州バッファローの自動車メーカー。1946年プロトタイプを製作。1947年から製作販売したが会社は1951年に倒産した。

## 時代背景
第二次世界大戦への米国の参戦により1942年に米国での自動車製造は中止され、自動車業界は軍需品を生産した。1945年に民需用の自動車の生産を再開した時点で、新車の需要は大いに高まっていた。既存の自動車会社は新型車を一から設計して即座に発売する余裕はなく、当座はすぐ生産再開できた1942年モデルを外見だけ化粧直しすることでこの需要に対応した。
この売り手市場に商機を見て新たに自動車会社を起業する者が幾つか生じた。新規参入組で最も成功したのはカイザー＝フレーザーだったが、大資本であった同社でさえも乗用車から1955年に撤退した（その後はジープ生産などにより会社は1970年まで存続していた）。その他の新規参入組には、タッカー、ボビー＝カー（のちのケラー）、デイヴィスなどがあったがどれも長続きはしなかった。プレイボーイもその一社だった。

## 創業と終焉

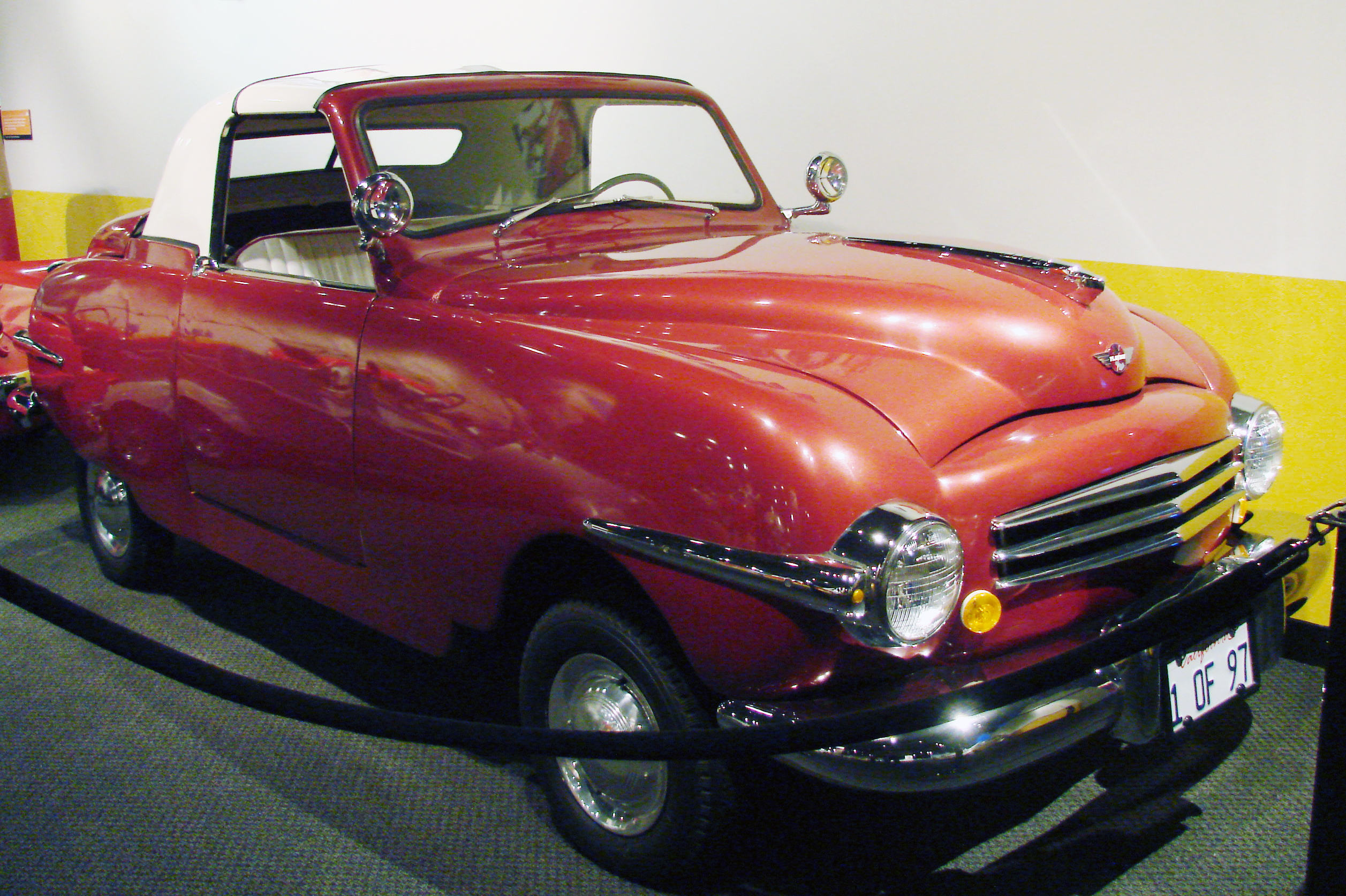
プレイボーイ・コンバーチブル

ノーマン・リチャードソンが第二次世界大戦後、廃業していたバッファローのコーチビルダーの「Brunn & Company」の工場を買い上げパッカードのディーラーをしていたルイス・ホロウィツ、ポンティアックのエンジニアだったチャールズ・D・トーマスと共に、ミジェット・モーター・カー・カンパニー（Midget Motor Car Company ）を設立した。社名はすぐに変更され、プレイボーイ・モーター・カー・コーポレーションとなった。
エンブレムは、シルクハットに、ステッキと手袋をあしらった図柄の周囲にPLAYBOY MOTOR CAR CO. Buffalo, N.Y.の文字がある。
当初は宣伝の効果は大きく、ニュースや自動車メディアがとりあげ、戦後間もないGHQ占領下の日本でもメディアが紹介した。経営はフランチャイズ・ディーラーの売上およびディーラーへのディーラー在庫としての売上だった。同様の販売手法でタッカーは、SECにより不正取引の疑い調査がなされている。プレイボーイにはSECの調査が行われなかったが、販売不振で1951年に会社を終了した。販売された車は一車種のみ97台であった。

## 車両
プレイボーイ・モーター・カーの企業活動期間は短かったため販売した車は一車種のみで車名もプレイボーイである。主要なコンポーネントは社外メーカーの既存パーツを使用した。この点は宣伝にも用いられ、標準的な（市場に流通している）パーツが使用されているのでサービスに優ることをアピールしていた。ステーションワゴンも計画されていたが実現しなかった。

## その後
資産は一度中国系企業へ転売され、ついでコネチカットの事業家アルビン・トランブルの元で1952年にプレストン・タッカーを招いて再興しようとしたが果たさなかった。アルビン・トランブルにより残ったボディ用パネルも1959年には廃棄され、在庫も最終的に1965年にコレクターに売却されてすべてが終了した。

## トリビア
米国のPLAYBOY誌の誌名は、共同設立者の一人エルドン・セラーズの母親がプレイボーイ・モーター・カーで働いていたことに由来している。